# 2019-es Formula–E Marrákes nagydíj
A 2019-es Formula–E Marrákes nagydíjat január 12-én rendezték. Ettől a versenytől vághatott bele Pascal Wehrlein közös munkába a Mahindra csapatával azonban energiaellátási problémák miatt az első kör végén kiállni kényszerült. A pole-ból a Virgines Sam Bird indulhatott, de több kisebb incidens következménye után  Jérôme d’Ambrosio nyert, Robin Frijns lett a második és a Sam Bird pedig harmadikként zárta az idény 2. versenyét.

## Időmérő
A csoportos időmérő végeredménye:

A csoportos időmérőben még nem dől el semmi, hanem a Superpole-ban dől el például a pole-pozíció, ahol az első 6 versenyző sorrendje változik, a többi pilóta sorrendje ugyanaz marad.
| Helyezés | Rajtszám | Versenyző              | Csapat                    | Idő      | Körök |
| -------- | -------- | ---------------------- | ------------------------- | -------- | ----- |
| 1        | 2        | Sam Bird               | Envision Virgin Racing    | 1:17,851 |       |
| 2        | 23       | Sébastien Buemi        | Nissen e.dams             | 1:17,906 |       |
| 3        | 27       | Alexander Sims         | BMW i Andretti Motorsport | 1:17,935 |       |
| 4        | 28       | António Félix da Costa | BMW i Andretti Motorsport | 1:17,950 |       |
| 5        | 25       | Jean-Éric Vergne       | DS Techeetah              | 1:18,042 |       |
| 6        | 20       | Mitch Evans            | Panasonic Jaguar Racing   | 1:18,106 |       |
| 7        | 94       | Pascal Wehrlein        | Mahindra Racing           | 1:18,126 |       |
| 8        | 4        | Robin Frijns           | Envision Virgin Racing    | 1:18,200 |       |
| 9        | 3        | Nelson Piquet Jr.      | Panasonic Jaguar Racing   | 1:18,347 |       |
| 10       | 64       | Jérôme d’Ambrosio      | Mahindra Racing           | 1:18,440 |       |
| 11       | 11       | Lucas di Grassi        | Audi Sport ABT Schaffler  | 1:18,595 |       |
| 12       | 22       | Oliver Rowland         | Nissan e.dams             | 1:18,604 |       |
| 13       | 7        | José María López       | Geox Dragon Racing        | 1:18,612 |       |
| 14       | 16       | Oliver Turvey          | NIO Formula E Team        | 1:18,624 |       |
| 15       | 19       | Felipe Massa           | Venturi                   | 1:18,780 |       |
| 16       | 66       | Daniel Abt             | Audi Sport ABT Schaffler  | 1:18,921 |       |
| 17       | 48       | Edoardo Mortara        | Venturi                   | 1:19,133 |       |
| 18       | 8        | Tom Dillmann           | NIO Formula E Team        | 1:19,338 |       |
| 19       | 17       | Gary Paffett           | HWA Racelab               | 1:19,516 |       |
| 20       | 36       | André Lotterer         | DS Techeetah              | 1:19,633 |       |
| 21       | 6        | Maximilian Günther     | Geox Dragon Racing        | 1:23,332 |       |
| –        | 5        | Stoffel Vandoorne      | HWA Racelab               | 1:33,404 |       |

Megjegyzések:

### Superpole
A Superpole értelmezhető "Q4-nek" is, ez az a szakasz, ahova a legjobb 6 pilóta kerül és itt dől el a pole-pozíció sorsa. Az első versenyző Mitch Evans volt, aki kigurult a pályára, de hibázott és ezért végzett ilyen nagy különbséggel a 6. helyen. Mivel a versenyzőket ebben a szakaszban nem egyszerre küldik ki, ezért nem történt fennakadás.
| Helyezés | Rajtszám | Versenyző              | Csapat                    | Idő      | Különbség |
| -------- | -------- | ---------------------- | ------------------------- | -------- | --------- |
| 1        | 2        | Sam Bird               | Envision Virgin Racing    | 1:17,489 | –         |
| 2        | 25       | Jean-Éric Vergne       | DS Techeetah              | 1:17,535 | 0,046     |
| 3        | 28       | António Félix da Costa | BMW i Andretti Motorsport | 1:17,626 | 0,137     |
| 4        | 23       | Sébastien Buemi        | Nissan e.dams             | 1:17,738 | 0,249     |
| 5        | 27       | Alexander Sims         | BMW i Andretti Motorsport | 1:18,400 | 0,911     |
| 6        | 20       | Mitch Evans            | Panasonic Jaguar Racing   | 1:29,379 | 11,890    |

## Futam

### FanBoost
| # | Rajtszám | Versenyző              | Csapat                    |
| - | -------- | ---------------------- | ------------------------- |
| 1 | 28       | António Félix da Costa | BMW i Andretti Motorsport |
| 2 | 23       | Sébastien Buemi        | Nissan e.dams             |
| 3 | 5        | Stoffel Vandoorne      | HWA Racelab               |
| 4 | 19       | Felipe Massa           | Venturi                   |
| 5 | 94       | Pascal Wehrlein        | Mahindra Racing           |

### Futam
A futam rajtjánál Jean Éric Vergne kiválóan rajtolt, de az első kanyarban a vezető Sam Bird mellett megforgott és az utolsó helyre esett vissza. Pascal Wehrleint, aki ezen a futamon mutatkozott be a szériában, Lucas di Grassi meglökte és ezért megsérült az autója hátulja, az energiaellátás károsodott, és az első kör végén feladta a versenyt. Az első hétvégén is remekül versenyző da Costa megelőzte a vezető Birdöt az egyik kanyarban és átvette a vezetést. A Virgin versenyzőjének le kellett vágnia a pályát, hogy elkerülje az ütközést, tempót veszített és további pozíciókat veszített. A mezőnyt a két BMW vezette; da Costa mögött a csapattárs Alexander Sims autózott, egészen a 25. körig. Ekkor Sims megtámadta csapattársát a vezetésért, de mind a ketten elfékezték magukat és a brit versenyző kilökte az éllovast. Ezt követően a Mahindra versenyzője, Jérôme d’Ambrosio állt az élre. A futam végén Frijns többször megtámadta d’Ambrosiót, de nem sikerült megelőznie, ezért d’Ambrosio, Frijns, a pole-ból induló Bird, Sims és Vergne lett az első öt pilóta sorrendje.
| Helyezés | Rajtszám | Versenyző             | Csapat                    | Kör | Idő/Kiesés oka | Rajthely | Pont |
| -------- | -------- | --------------------- | ------------------------- | --- | -------------- | -------- | ---- |
| 1        | 64       | Jérôme d’Ambrosio     | Mahindra Racing           | 31  | 46:45,884      | 10       | 25   |
| 2        | 4        | Robin Frijns          | Envision Virgin Racing    | 31  | +0.143         | 8        | 18   |
| 3[a]     | 2        | Sam Bird              | Envision Virgin Racing    | 31  | +0.461         | 1        | 15   |
| 4        | 27       | Alexander Sims        | BMW i Andretti Motorsport | 31  | +0.740         | 5        | 12   |
| 5        | 25       | Jean-Éric Vergne      | DS Techeetah              | 31  | +1.232         | 2        | 10   |
| 6        | 36       | André Lotterer        | DS Techeetah              | 31  | +1.457         | 20       | 8    |
| 7[b]     | 11       | Lucas di Grassi       | Audi Sport ABT Schaffler  | 31  | +1.633         | 11       | 7    |
| 8        | 23       | Sébastien Buemi       | Nissan e.dams             | 31  | +2.455         | 4        | 4    |
| 9        | 20       | Mitch Evans           | Panasonic Jaguar Racing   | 31  | +2.980         | 6        | 2    |
| 10       | 66       | Daniel Abt            | Audi Sport ABT Schaffler  | 31  | +4.014         | 16       | 1    |
| 11       | 7        | José María López      | Geox Dragon Racing        | 31  | +4.528         | 13       |      |
| 12       | 6        | Maximilian Günther    | Geox Dragon Racing        | 31  | +6.034         | 21       |      |
| 13       | 48       | Edoardo Mortara       | Venturi                   | 31  | +6.790         | 17       |      |
| 14       | 3        | Nelson Piquet         | Panasonic Jaguar Racing   | 31  | +6.833         | 9        |      |
| 15       | 22       | Oliver Rowland        | Nissan e.dams             | 31  | +7.529         | 12       |      |
| 16       | 16       | Oliver Turvey         | NIO Formula E Team        | 31  | +9.241         | 14       |      |
| 17       | 8        | Tom Dillmann          | NIO Formula E Team        | 31  | +9.665         | 18       |      |
| 18       | 19       | Felipe Massa          | Venturi                   | 31  | +10.250        | 15       |      |
| Ki       | 28       | António Féix da Costa | BMW i Andretti Motorsport | 25  | Ütközés        | 3        |      |
| Ki       | 17       | Gary Paffett          | HWA Racelab               | 3   | Defekt         | 19       |      |
| Ki       | 94       | Pascal Wehrlein       | Mahindra Racing           | 1   | Energiaellátás | 7        |      |
| Ki       | 5        | Stoffel Vandoorne     | HWA Racelab               | 1   | Fékek          | 22       |      |

Megjegyzés:
- ↑ a:  - +3 pont a pole-pozícióért
- ↑ b:  - +1 pont a leggyorsabb körért

## A világbajnokság állása a verseny után
(Teljes táblázat)
| H  | Versenyzők             | Pont | H  | Konstruktőrök             | Pont |
| -- | ---------------------- | ---- | -- | ------------------------- | ---- |
| 1. | Jérôme d’Ambrosio      | 40   | 1. | DS Techeetah              | 47   |
| 2. | António Félix da Costa | 28   | 2. | Mahindra Racing           | 40   |
| 3. | Jean-Éric Vergne       | 28   | 3. | BMW i Andretti Motorsport | 40   |
| 4. | André Lotterer         | 19   | 4. | Envision Virgin Racing    | 36   |
| 5. | Robin Frijns           | 18   | 5. | Nissan e.dams             | 18   |

- Jegyzet: Csak az első 5 helyezett van feltüntetve mindkét táblázatban.